# Piëtakapel (Hunsel)
De Piëtakapel, in de volksmond het Groelskepelke, is een kapel in Hunsel in de Nederlandse gemeente Leudal. De kapel staat aan de Kallestraat op de plaats waar de Groelsstraat hierop uitkomt. Op ongeveer 300 meter naar het noordwesten staat de Onze-Lieve-Vrouw-van-Lourdeskapel.
De kapel is gewijd aan de piëta, de dode Christus vergezeld door Maria.

## Geschiedenis
Waarschijnlijk werd de kapel aan het begin van de 18e eeuw gebouwd. Rond de kapel stonden oorspronkelijk drie grote lindebomen die de Apostelen van Hunsel werden genoemd. Om ruimte te maken voor het verkeer werden de bomen gerooid.
In 1933 werd het oorspronkelijke houten vervangen door een gipsen replica. In 1994 werd dit beeld in bruikleen geschonken aan het Bonnefantenmuseum.
In de jaren 1970 raakte de kapel in verval en werd in 1979 gerestaureerd.

## Gebouw
De bakstenen kapel is opgetrokken op een rechthoekig plattegrond en gedekt door een verzonken zadeldak met rode pannen. De frontgevel en achtergevel zijn een tuitgevel met op de top van de frontgevel een smeedijzeren kruis. In de frontgevel bevindt zich de segmentboogvormige toegang die wordt afgesloten door een donkergroene houten deur met daarin bovenin een opening die afgesloten wordt door een wit traliehekje.
Van binnen zijn de wanden wit gepleisterd en aan de achterwand is een altaarblad aangebracht, bestaande uit vier grijze tegels. Op het altaar staat een geglazuurd beeld dat een piëta toont: een rouwende Maria die op haar schoot het dode lichaam van Jezus draagt.